# Шарец
Шарец (словен. Šarec) је словеначко презиме.